# 撒吉思卜华
撒吉思卜华（？—1233年），又作撒吉思不花，蒙古帝国官員，克烈部人，槊直腯魯華之子。
撒吉思卜华随军征战，嗣领父军。1229年，赐金符，奉命安辑河北、山东诸州。之前金朝真定同知武仙攻灭都元帅史天倪家，其弟史天泽击退武仙，收复真定。窝阔台以史天泽为真定、河间、济南、东平、大名五路万户。1230年，窝阔台命撒吉思卜华佩金虎符，以总师行省作为史天泽的监军。金宣宗迁都汴京，在新卫立河平军作为北门。撒吉思卜华多次攻打不克。1232年正月，窝阔台自白坡渡河而南向，拖雷由峭石滩涉汉水而北向。撒吉思卜华集合西都船只，自河阴渡黄河。至郑州，郑州守将马伯坚降蒙。金哀宗出奔，窝阔台命撒吉思卜华追击，金朝节度斜捻阿卜放弃卫州入汴州，撒吉思卜华于是据有卫州。十二月，金哀宗自黄陵冈渡黄河，计划收复卫州。撒吉思卜华与金将完颜白撒在白公庙大战五日夜，俘斩以万计，余众溃散。金哀宗逃到归德府。撒吉思卜华追至德府北门。1233年四月，蒲察官奴夜袭蒙营，腹背受敌，撒吉思卜华被杀，全军覆没。追赠太师，谥号忠武。其弟明安答儿，明安答儿之子腯虎。